# Åletjärnen (vid Eigdersjön)
Åletjärnen är en sjö i Tanums kommun i Bohuslän och ingår i Strömsåns huvudavrinningsområde. Sjöns area är 0,021 kvadratkilometer och den befinner sig 155 meter över havet.